# Cát đằng thon
Cát đằng thon (danh pháp khoa học: Thunbergia laurifolia) là một loài thực vật có hoa trong họ Ô rô (Acanthaceae). Loài này được John Lindley miêu tả khoa học đầu tiên năm 1856.

## Phân bố
Là loài bản địa Ấn Độ và vùng sinh thái Indomalaya, loài này có mặt trong khu vực từ quần đảo Andaman, quần đảo Nicobar, Myanmar, Thái Lan, Việt Nam tới Malaysia. Nó được gọi là kar tuau ở Malaysia và rang jeud (รางจืด) ở Thái Lan.
Loài này cũng du nhập vào quần đảo Cook, Fiji, quần đảo Leeward, tây nam Mexico, Ogasawara-shoto, Peru, Sri Lanka, Tanzania, Uganda, quần đảo Wallis-Futuna và quần đảo Windward.

## Mô tả
Dây leo cao, quấn qua trái, không chồi. Lá của Thunbergia laurifolia không lông, mọc đối, hình tim với mép lá khía răng cưa và thuôn nhọn dần thành mũi nhọn ở đỉnh lá. Cuống lá 2–6 cm. Hoa to, đường kính 6–8 cm, không có mùi thơm và mọc thành chùm hoa lủng lẳng dài 40–50 cm. Các hoa lưỡng tính hình loa kèn với ống tràng rộng và ngắn, màu trắng phía ngoài và màu ánh vàng phía trong. Tràng hoa màu lam nhạt với 5–7 cánh hoa, trong đó có 1 cánh lớn hơn các cánh kia, tâm trắng hay vàng.
Ra hoa gần như liên tục quanh năm, với hoa nở vào sáng sớm và khép lại vào buổi chiều cùng ngày. Ong bầu (Xylocopa spp.) là động vật thường xuyên bay đến để lấy phấn hoa và mật hoa trong khi kiến đen (Formicidae) có mặt có lẽ là để ăn mật hoa. Loài này phát triển một hệ thống rễ củ.

## Gieo trồng
Nhân giống bằng cành giâm cắt từ thân hay các rễ củ.

## Hóa học
Các iridoid glucoside đã được cô lập từ T. laurifolia. Lá sấy khô bằng vi sóng có các tính chất chống oxy hóa (AOP) mạnh hơn lá tươi. AOP của nước sắc từ lá sấy khô bằng vi sóng cao hơn so với của trà rang jeud sản xuất quy mô thương mại ở Thái Lan.

## Sử dụng

### Cây cảnh
Là loài dây leo nở hoa dài thời gian trong gieo trồng nên Thunbergia laurifolia là loài cây cảnh phổ biến trong các khu vườn khu vực nhiệt đới.

### Trà và y học
Tại Malaysia nước ép từ lá vò nát của T. laurifolia được sử dụng để điều trị rong kinh, đặt vào tai để trị tật điếc, và làm thuốc đắp vào vết cắt hay nhọt, đinh.
Tại Thái Lan, là được sử dụng để hạ sốt cũng như dùng làm thuốc giải độc. Một vài công ty trà thảo mộc Thái Lan đã bắt đầu sản xuất và xuất khẩu trà rang jeud. Người ta cho rằng loại trà này có tác dụng giải độc do thuốc, rượu và thuốc lá.

## Loài xâm hại
Thunbergia laurifolia có thể trở thành loài xâm hại khi thoát khỏi các vườn cảnh vào các môi trường sống bản địa có khí hậu thích hợp. Do nó là loài cây dây leo lâu năm mọc nhanh nên nó đã trở thành loài cỏ dại ngoại lai và khét tiếng tại nhiều quốc gia nhiệt đới. Nó đã trở thành cỏ dại tại thảm thực vật Cerrado ở Brasil và nhiều khu vực có khí hậu nhiệt đới ở Australia.

## Hình ảnh

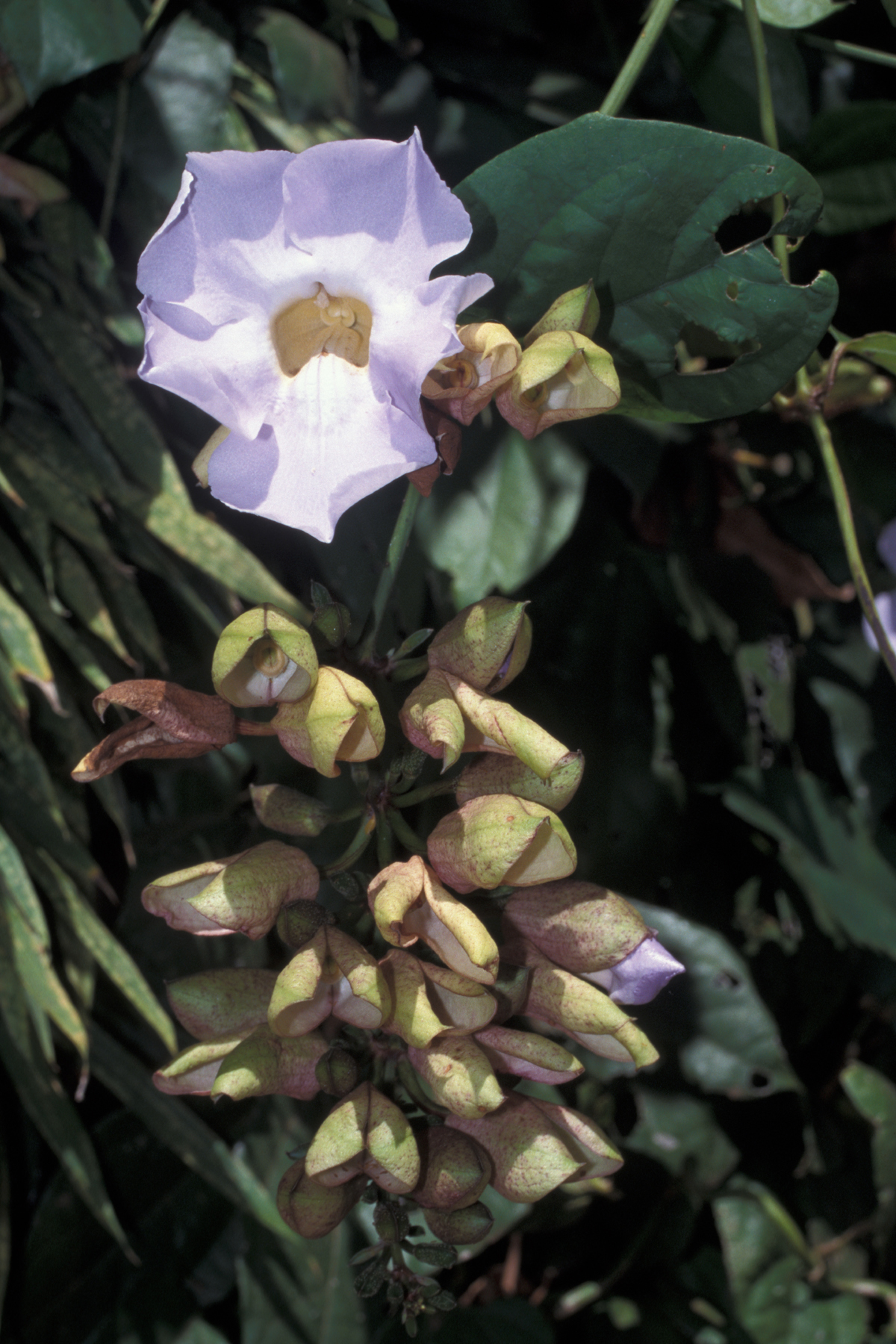
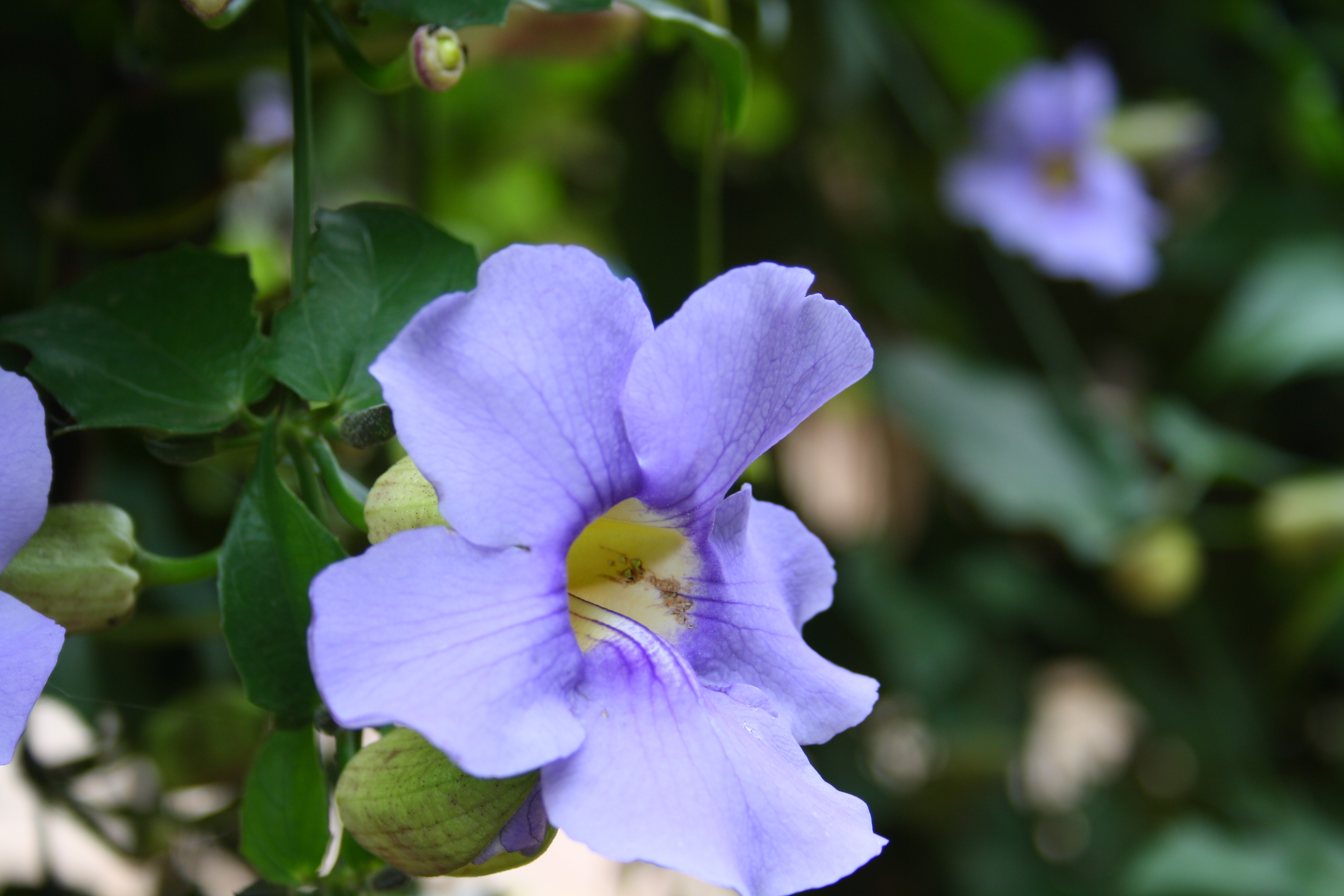
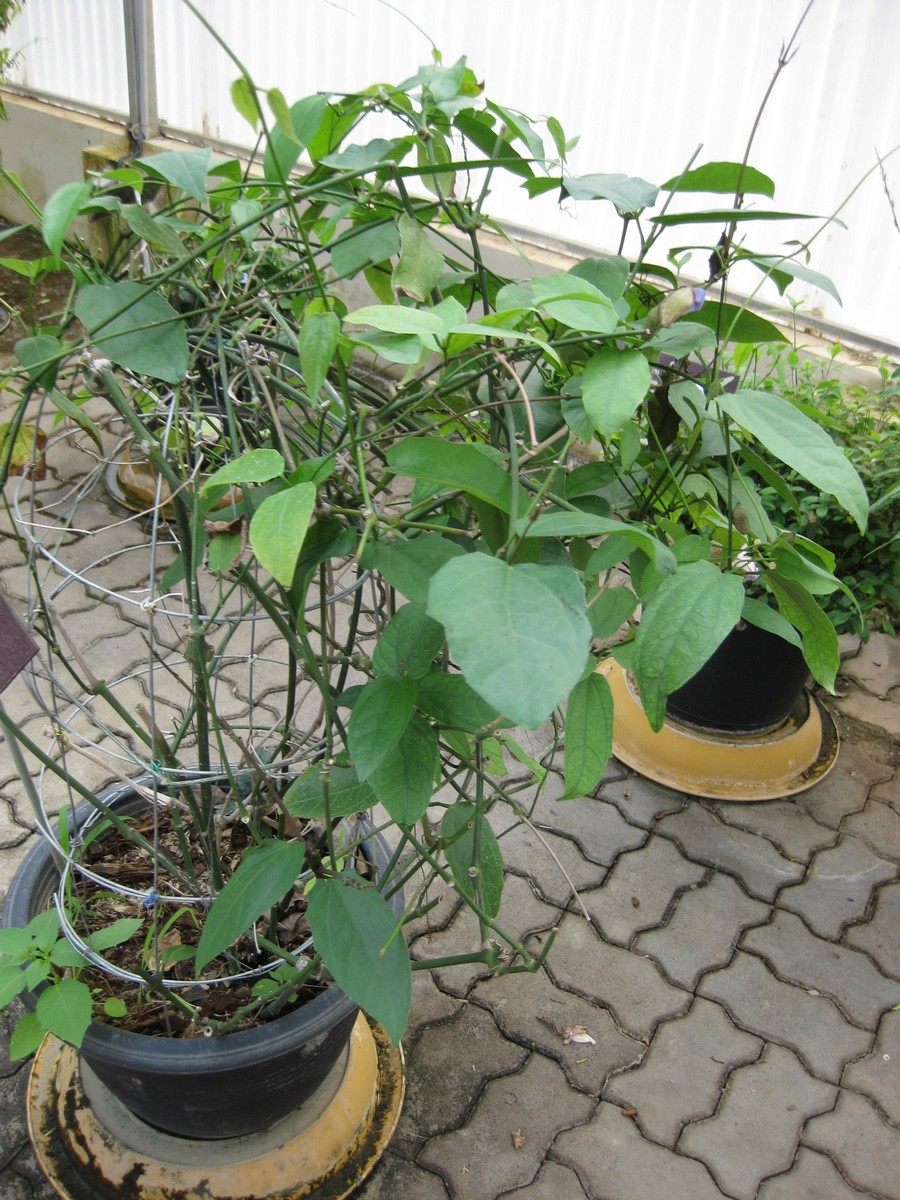